# Derbi de las Américas de la FIFA 2024
El Derbi de las Américas de la FIFA 2024 fue la primera edición del torneo organizado por la FIFA que enfrentó al campeón de la Copa de Campeones de la Concacaf 2024, el club mexicano Pachuca, y al campeón de la Copa Libertadores 2024, el club brasileño Botafogo.
El encuentro se disputó el 11 de diciembre de 2024 en el Estadio 974, ubicado en Doha, Catar. El partido correspondió a la segunda ronda de la Copa Intercontinental de la FIFA, y el ganador obtuvo un cupo en la Copa Challenger de la FIFA, correspondiente a las semifinales de dicha competición.
El Pachuca ganó el partido por 2 a 0, logrando así ser el primer campeón de esta competición.

## Equipos participantes
|  | Botafogo |  |  |  | Campeón de la Copa Libertadores (2024)                |
|  | Pachuca  |  |  |  | Campeón de la Copa de Campeones de la Concacaf (2024) |

## Sede
| Doha                           |
| ------------------------------ |
| Estadio 974                    |
| Capacidad: 44 809 espectadores |
|                                |

## Final
| 12    | POR   | John              |     |
| 4     | DEF   | Mateo Ponte       | 68' |
| 34    | DEF   | Adryelson         |     |
| 20    | DEF   | Alexander Barboza |     |
| 66    | DEF   | Cuiabano          |     |
| 26    | MED   | Gregore           |     |
| 28    | MED   | Allan             | 55' |
| 7     | MED   | Luiz Henrique     |     |
| 33    | MED   | Carlos Eduardo    | 55' |
| 37    | MED   | Matheus Martins   | 65' |
| 99    | DEL   | Igor Jesus        | 55' |
| D. T. | D. T. | Artur Jorge       |     |

| 25    | POR   | Carlos Moreno    |       |
| 24    | DEF   | Luis Rodríguez   |       |
| 2     | DEF   | Sergio Barreto   | 45+4' |
| 33    | DEF   | Andrés Micolta   |       |
| 8     | DEF   | Bryan González   |       |
| 28    | MED   | Elías Montiel    |       |
| 5     | MED   | Pedro Pedraza    | 90+1' |
| 14    | MED   | Alfonso González | 56'   |
| 26    | MED   | Alán Bautista    | 56'   |
| 11    | MED   | Oussama Idrissi  | 90+1' |
| 23    | DEL   | Salomón Rondón   |       |
| D. T. | D. T. | Guillermo Almada |       |

| 17 | Centrocampista | Marlon Freitas     | 55' |
| 23 | Centrocampista | Thiago Almada      | 55' |
| 11 | Delantero      | Júnior Santos      | 55' |
| 10 | Centrocampista | Jefferson Savarino | 65' |
| 9  | Delantero      | Tiquinho Soares    | 68' |

| 22 | Defensa        | Gustavo Cabral      | 45+4' |
| 6  | Delantero      | Nelson Deossa       | 56'   |
| 10 | Centrocampista | Ángel Mena          | 56'   |
| 30 | Centrocampista | Sergio Hernández    | 90+1' |
| 40 | Centrocampista | José Pablo Saldívar | 90+1' |

| 50' · 66' · 80' | Oussama Idrissi Nelson Deossa Salomón Rondón | 0:1 0:2 0:3 |

| 63' | Cuiabano |

| 28' · 90' | Bryan González Oussama Idrissi |

| Principal  | Danny Makkelie        |
| Asistentes | Hessel Steegstra      |
|            | Jan De Vries          |
| Cuarto     | Abdulrahman Al-Jassim |
| Quinto     | Taleb Al-Marri        |

| VAR            | Rob Dieperink |
| Asistentes VAR | Clay Ruperti  |

|  |                    |     |     |
|  | Tiros              | 18  | 12  |
|  | Tiros a puerta     | 2   | 6   |
|  | Faltas             | 13  | 14  |
|  | Saques de esquina  | 9   | 1   |
|  | Fueras de juego    | 2   | 1   |
|  | Posesión del balón | 65% | 35% |

| 12    | POR   | John              |     |
| 4     | DEF   | Mateo Ponte       | 68' |
| 34    | DEF   | Adryelson         |     |
| 20    | DEF   | Alexander Barboza |     |
| 66    | DEF   | Cuiabano          |     |
| 26    | MED   | Gregore           |     |
| 28    | MED   | Allan             | 55' |
| 7     | MED   | Luiz Henrique     |     |
| 33    | MED   | Carlos Eduardo    | 55' |
| 37    | MED   | Matheus Martins   | 65' |
| 99    | DEL   | Igor Jesus        | 55' |
| D. T. | D. T. | Artur Jorge       |     |

| 25    | POR   | Carlos Moreno    |       |
| 24    | DEF   | Luis Rodríguez   |       |
| 2     | DEF   | Sergio Barreto   | 45+4' |
| 33    | DEF   | Andrés Micolta   |       |
| 8     | DEF   | Bryan González   |       |
| 28    | MED   | Elías Montiel    |       |
| 5     | MED   | Pedro Pedraza    | 90+1' |
| 14    | MED   | Alfonso González | 56'   |
| 26    | MED   | Alán Bautista    | 56'   |
| 11    | MED   | Oussama Idrissi  | 90+1' |
| 23    | DEL   | Salomón Rondón   |       |
| D. T. | D. T. | Guillermo Almada |       |

| 17 | Centrocampista | Marlon Freitas     | 55' |
| 23 | Centrocampista | Thiago Almada      | 55' |
| 11 | Delantero      | Júnior Santos      | 55' |
| 10 | Centrocampista | Jefferson Savarino | 65' |
| 9  | Delantero      | Tiquinho Soares    | 68' |

| 22 | Defensa        | Gustavo Cabral      | 45+4' |
| 6  | Delantero      | Nelson Deossa       | 56'   |
| 10 | Centrocampista | Ángel Mena          | 56'   |
| 30 | Centrocampista | Sergio Hernández    | 90+1' |
| 40 | Centrocampista | José Pablo Saldívar | 90+1' |

| 50' · 66' · 80' | Oussama Idrissi Nelson Deossa Salomón Rondón | 0:1 0:2 0:3 |

| 63' | Cuiabano |

| 28' · 90' | Bryan González Oussama Idrissi |

| Principal  | Danny Makkelie        |
| Asistentes | Hessel Steegstra      |
|            | Jan De Vries          |
| Cuarto     | Abdulrahman Al-Jassim |
| Quinto     | Taleb Al-Marri        |

| VAR            | Rob Dieperink |
| Asistentes VAR | Clay Ruperti  |

|  |                    |     |     |
|  | Tiros              | 18  | 12  |
|  | Tiros a puerta     | 2   | 6   |
|  | Faltas             | 13  | 14  |
|  | Saques de esquina  | 9   | 1   |
|  | Fueras de juego    | 2   | 1   |
|  | Posesión del balón | 65% | 35% |

| 12    | POR   | John              |     |
| 4     | DEF   | Mateo Ponte       | 68' |
| 34    | DEF   | Adryelson         |     |
| 20    | DEF   | Alexander Barboza |     |
| 66    | DEF   | Cuiabano          |     |
| 26    | MED   | Gregore           |     |
| 28    | MED   | Allan             | 55' |
| 7     | MED   | Luiz Henrique     |     |
| 33    | MED   | Carlos Eduardo    | 55' |
| 37    | MED   | Matheus Martins   | 65' |
| 99    | DEL   | Igor Jesus        | 55' |
| D. T. | D. T. | Artur Jorge       |     |

| 25    | POR   | Carlos Moreno    |       |
| 24    | DEF   | Luis Rodríguez   |       |
| 2     | DEF   | Sergio Barreto   | 45+4' |
| 33    | DEF   | Andrés Micolta   |       |
| 8     | DEF   | Bryan González   |       |
| 28    | MED   | Elías Montiel    |       |
| 5     | MED   | Pedro Pedraza    | 90+1' |
| 14    | MED   | Alfonso González | 56'   |
| 26    | MED   | Alán Bautista    | 56'   |
| 11    | MED   | Oussama Idrissi  | 90+1' |
| 23    | DEL   | Salomón Rondón   |       |
| D. T. | D. T. | Guillermo Almada |       |

| 17 | Centrocampista | Marlon Freitas     | 55' |
| 23 | Centrocampista | Thiago Almada      | 55' |
| 11 | Delantero      | Júnior Santos      | 55' |
| 10 | Centrocampista | Jefferson Savarino | 65' |
| 9  | Delantero      | Tiquinho Soares    | 68' |

| 22 | Defensa        | Gustavo Cabral      | 45+4' |
| 6  | Delantero      | Nelson Deossa       | 56'   |
| 10 | Centrocampista | Ángel Mena          | 56'   |
| 30 | Centrocampista | Sergio Hernández    | 90+1' |
| 40 | Centrocampista | José Pablo Saldívar | 90+1' |

| 50' · 66' · 80' | Oussama Idrissi Nelson Deossa Salomón Rondón | 0:1 0:2 0:3 |

| 63' | Cuiabano |

| 28' · 90' | Bryan González Oussama Idrissi |

| Principal  | Danny Makkelie        |
| Asistentes | Hessel Steegstra      |
|            | Jan De Vries          |
| Cuarto     | Abdulrahman Al-Jassim |
| Quinto     | Taleb Al-Marri        |

| VAR            | Rob Dieperink |
| Asistentes VAR | Clay Ruperti  |

|  |                    |     |     |
|  | Tiros              | 18  | 12  |
|  | Tiros a puerta     | 2   | 6   |
|  | Faltas             | 13  | 14  |
|  | Saques de esquina  | 9   | 1   |
|  | Fueras de juego    | 2   | 1   |
|  | Posesión del balón | 65% | 35% |

| 12    | POR   | John              |     |
| 4     | DEF   | Mateo Ponte       | 68' |
| 34    | DEF   | Adryelson         |     |
| 20    | DEF   | Alexander Barboza |     |
| 66    | DEF   | Cuiabano          |     |
| 26    | MED   | Gregore           |     |
| 28    | MED   | Allan             | 55' |
| 7     | MED   | Luiz Henrique     |     |
| 33    | MED   | Carlos Eduardo    | 55' |
| 37    | MED   | Matheus Martins   | 65' |
| 99    | DEL   | Igor Jesus        | 55' |
| D. T. | D. T. | Artur Jorge       |     |

| 25    | POR   | Carlos Moreno    |       |
| 24    | DEF   | Luis Rodríguez   |       |
| 2     | DEF   | Sergio Barreto   | 45+4' |
| 33    | DEF   | Andrés Micolta   |       |
| 8     | DEF   | Bryan González   |       |
| 28    | MED   | Elías Montiel    |       |
| 5     | MED   | Pedro Pedraza    | 90+1' |
| 14    | MED   | Alfonso González | 56'   |
| 26    | MED   | Alán Bautista    | 56'   |
| 11    | MED   | Oussama Idrissi  | 90+1' |
| 23    | DEL   | Salomón Rondón   |       |
| D. T. | D. T. | Guillermo Almada |       |

| 17 | Centrocampista | Marlon Freitas     | 55' |
| 23 | Centrocampista | Thiago Almada      | 55' |
| 11 | Delantero      | Júnior Santos      | 55' |
| 10 | Centrocampista | Jefferson Savarino | 65' |
| 9  | Delantero      | Tiquinho Soares    | 68' |

| 22 | Defensa        | Gustavo Cabral      | 45+4' |
| 6  | Delantero      | Nelson Deossa       | 56'   |
| 10 | Centrocampista | Ángel Mena          | 56'   |
| 30 | Centrocampista | Sergio Hernández    | 90+1' |
| 40 | Centrocampista | José Pablo Saldívar | 90+1' |

| 50' · 66' · 80' | Oussama Idrissi Nelson Deossa Salomón Rondón | 0:1 0:2 0:3 |

| 63' | Cuiabano |

| 28' · 90' | Bryan González Oussama Idrissi |

| Principal  | Danny Makkelie        |
| Asistentes | Hessel Steegstra      |
|            | Jan De Vries          |
| Cuarto     | Abdulrahman Al-Jassim |
| Quinto     | Taleb Al-Marri        |

| VAR            | Rob Dieperink |
| Asistentes VAR | Clay Ruperti  |

|  |                    |     |     |
|  | Tiros              | 18  | 12  |
|  | Tiros a puerta     | 2   | 6   |
|  | Faltas             | 13  | 14  |
|  | Saques de esquina  | 9   | 1   |
|  | Fueras de juego    | 2   | 1   |
|  | Posesión del balón | 65% | 35% |

|                   |
| Bandera de México |
| Campeón Pachuca   |
| 1.er título       |